# Cardiff University School of Medicine

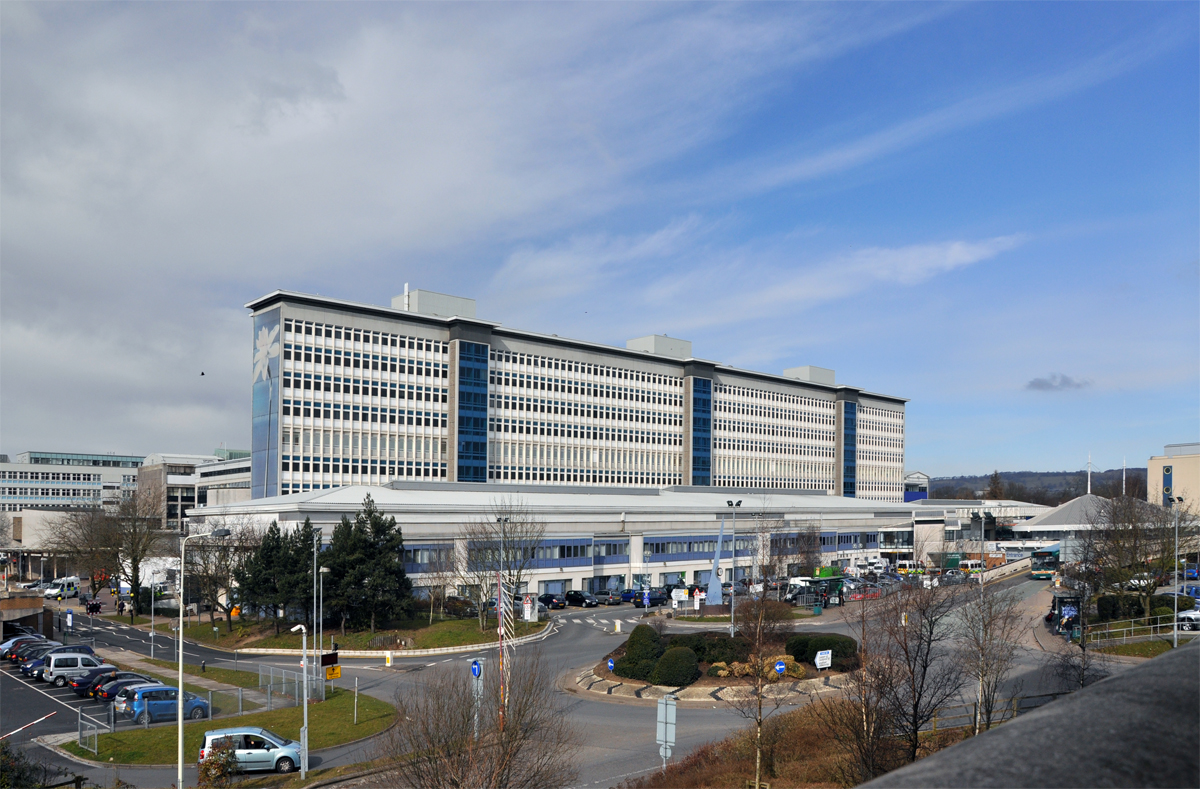
University Hospital of Wales in Cardiff, Sitz der Cardiff University School of Medicine

Die Cardiff University School of Medicine (walisisch: Ysgol Feddygaeth Prifysgol Caerdydd; früher: Welsh National School of Medicine (bis 1984), danach University of Wales College of Medicine) ist die medizinische „Abteilung“ der Cardiff University. Sie hat ihren Sitz in Cardiff, Wales (Vereinigtes Königreich). Sie wurde 1893 als Teil des University College of South Wales und Monmouthshire gegründet und 1894 feierlich eröffnet. Die Cardiff University School of Medicine ist eine der größten medizinischen Fakultäten im Vereinigten Königreich und beschäftigt zirka 500 akademische Kräfte. Etwa 1000 Studenten sowie 1100 Doktoranden sind in den medizinischen und wissenschaftlichen Kursen eingeschrieben.